# Sneeuwbal (geslacht)
Sneeuwbal (Viburnum) is een geslacht uit de muskuskruidfamilie (Adoxaceae). Sommige soorten hebben de afmeting van kleine bomen. Het natuurlijke verspreidingsgebied beslaat de gematigde en subtropische gebieden op het noordelijk halfrond.
Veel soorten zijn populair als tuin- of plantsoenstruiken vanwege hun als fraai ervaren schermvormig geplaatste bloemen en bessen. Zo heeft de hybride Viburnum ×bodnantense (Viburnum farreri × Viburnum grandiflorum) sterk geurende, roze bloemen midden in de winter.
De bessen worden door vogels en andere wilde dieren gegeten. Sommige soorten zijn ook eetbaar voor mensen, andere zijn licht giftig.
Het geslacht kent zowel groenblijvende als bladverliezende soorten. De bloemen zijn in schermen of schermranden geplaatst, waarbij de randbloemen steriel zijn. Deze hebben alleen als taak insecten te lokken. De tegenoverstaande bladeren kleuren voor een aantal soorten in de herfst rood tot paars-rood.
In de prehistorie werden de lange rechte takken van Viburnum vaak gebruikt als pijlschacht.
Soorten
In Nederland en België komen twee soorten van nature voor:
- Gelderse roos (Viburnum opulus)
- Wollige sneeuwbal (Viburnum lantana)

Enkele andere soorten:
- Viburnum buddleifolium heeft dofgroene bladeren en wordt tot 3 m hoog.
- Viburnum burkwoodii
- Viburnum carlecephalum
- Viburnum davidii is uit West-China afkomstig en wordt 50 à 60 cm hoog.
- Viburnum fagrans
- Viburnum plicatum (Japanse sneeuwbal), met een kogelronde bloeiwijze van grote witte steriele bloemen, die in paren langs de takken staan.
- Viburnum rhytidophyllum een groenblijvende soort, met 4 m een van de hogere in dit geslacht.
- Viburnum tinus treft men veel aan in tuinen. Er zijn een aantal cultivars.
- Viburnum tomentosum met witte, hydrangea-achtige bloemen op wijd uiteenstaande takken in juni en mooie herfstkleuren in de winter

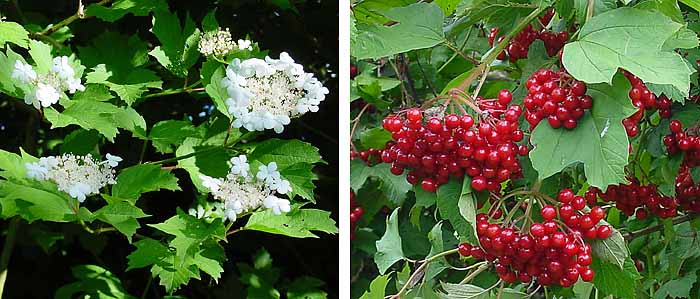
Viburnum opulus
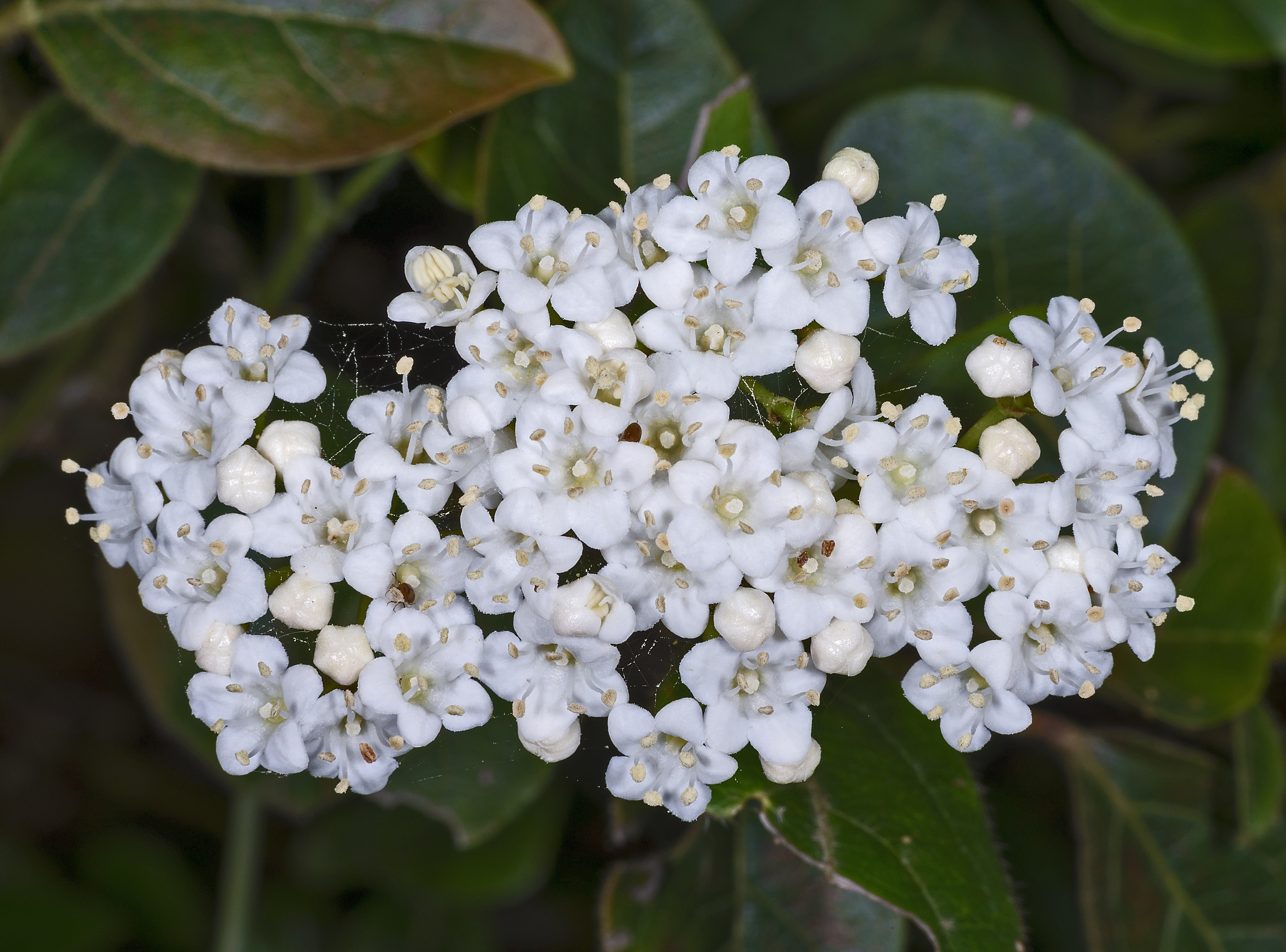
Viburnum tinus
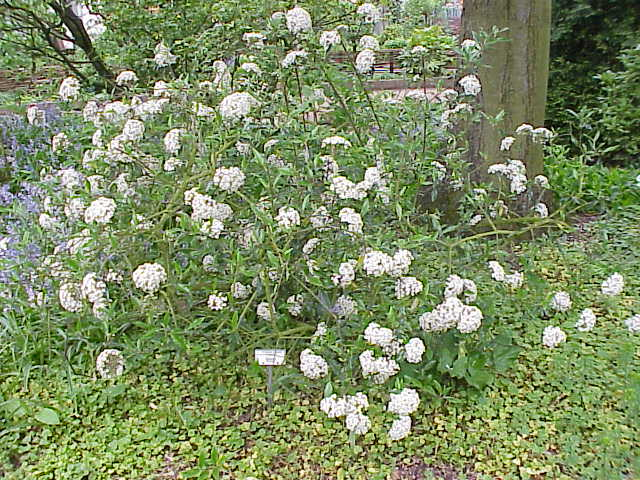
Viburnum utile
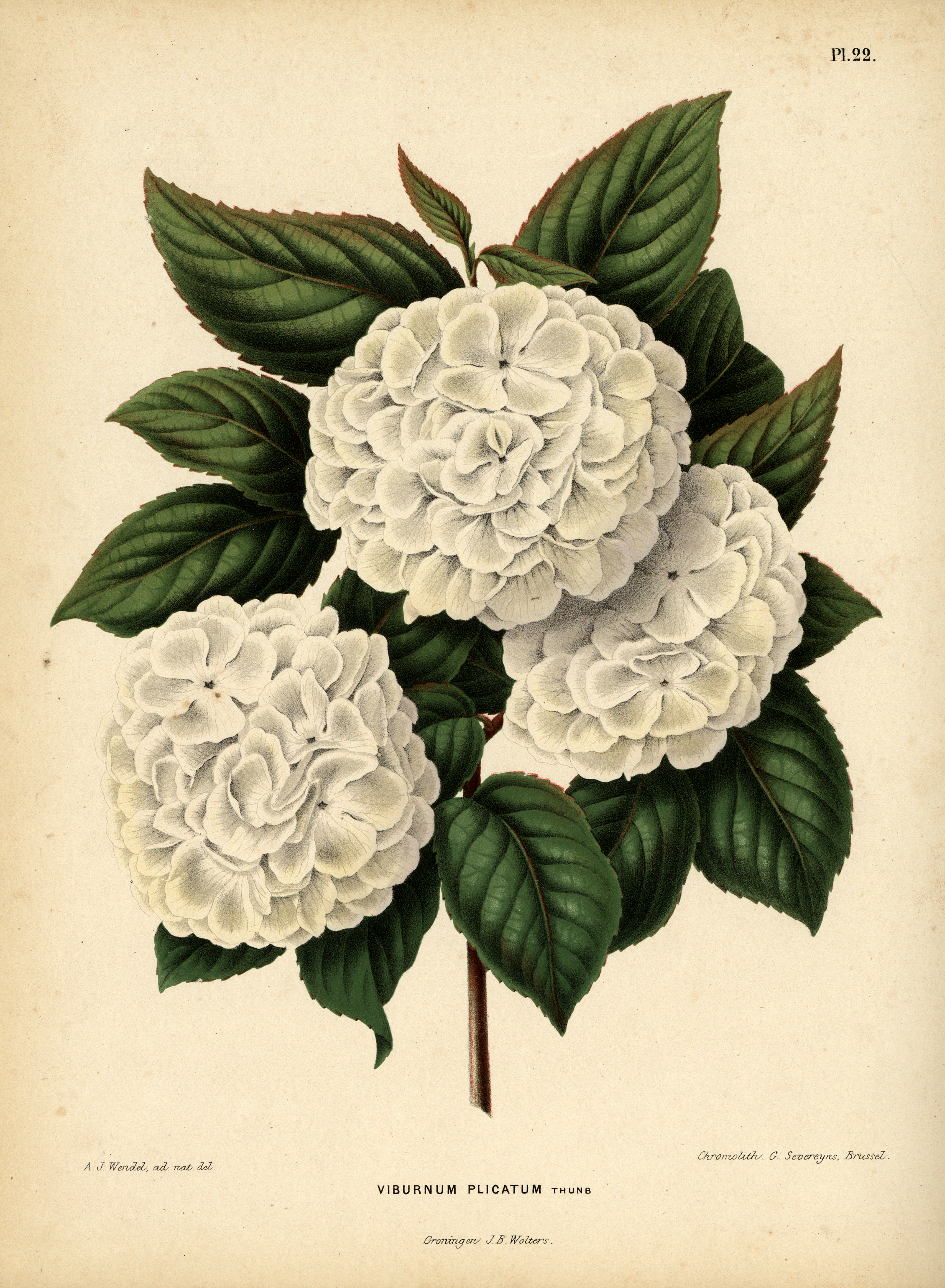
Viburnum plicatum door A.J. Wendel (1868)

... · 
V. lantana (Wollige sneeuwbal) · 
V. opulus (Gelderse roos) · 
V. rhytidophyllum · 
V. tinus · 
...